# The Concretes

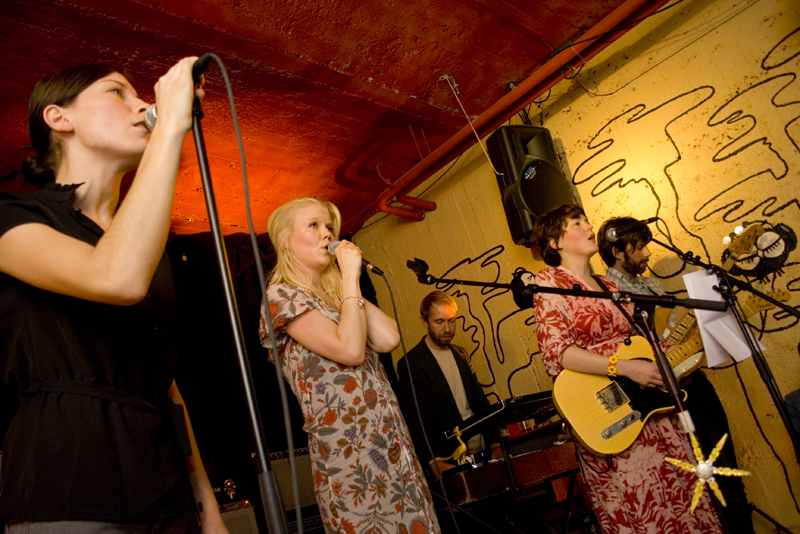
The Concretes på Ugglan, 22 december 2006

The Concretes är ett svenskt indiepopband. Bandet grundades 1995 av Victoria Bergsman, Maria Eriksson och Lisa Milberg men har med tiden växt till ett åttamannaband. Utöver de åtta fasta medlemmarna har de på sina skivor flera gästartister som de kallar "Honorary Concretes". Victoria Bergsman lämnade bandet sommaren 2006 för att starta en solokarriär, och en tid efteråt föddes hennes eget projekt Taken by Trees.
I Sverige släpper The Concretes sina skivor på sitt eget skivbolag Licking Fingers. Sedan 1999 har de givit ut fyra album, ett antal singlar och EP, både på vinyl och CD. Den självbetitlade debutskivan producerades av Jari Haapalainen; uppföljaren In Colour producerades av amerikanen Mike Mogis som bland annat arbetat med Bright Eyes och Rilo Kiley. På den tredje skivan - Hey Trouble - som släpptes den 4 april 2007 är det åter igen Haapalainen som producerar albumet.
Internationellt har The Concretes gjort sig kända, bland annat som förband till The Thrills på USA-turné 2004 och till The Magic Numbers i Storbritannien 2006. Dessutom användes "Say Something New" i företaget Targets TV-reklam i USA. I USA släpps skivorna av Astralwerks och i resten av världen av EMI.

## Bandmedlemmar
- Maria Eriksson - gitarr, sång
- Martin Hansson - bas
- Ulrik Karlsson - trumpet, flygelhorn, piano
- Lisa Milberg - sång
- Per Nyström - orgel
- Ludvig Rylander - sax, klarinett, flöjt, gitarr, piano
- Daniel Värjö - gitarr, mandolin
- Dante Kinnunen - trummor

### Tidigare medlem
- Victoria Bergsman - sång

### Honorary Concretes (från debutskivan)
- Erik Bünger - kör
- Nicolai Dunger - kör
- Jari Haapalainen - slagverk, mandolin
- Tomas Hallonsten - piano
- Malte Homberg - kör
- Christian Hörgren - cello
- Irene Kastner - harpa
- Petter Nyhlin - kör
- Anne Pajunen - altfiol
- Thomas Ringquist - altfiol
- Anna Rodell - fiol
- Jonna Sandell - fiol

## Diskografi

### Album
- 2003 The Concretes
- 2006 In Colour
- 2007 Hey Trouble
- 2010 WYWH

### Samlingar
- 2000 Boyoubetterunow
- 2005 Layourbattleaxedown

### EP
- 1999 "Limited Edition"
- 1999 "Lipstick Edition"
- 2001 "Nationalgeographic"
- 2004 "Say Something New"
- 2004 "Warm Night"

### Singlar
- 2002 "Forces"
- 2003 "You Can't Hurry Love"
- 2003 "Warm Night"
- 2004 "Seems Fine"
- 2004 "Lady December"
- 2006 "Chosen One"
- 2006 "On the Radio"
- 2007 "Kids"
- 2010 "Good Evening"
- 2010 "All Day"